# Nederlands kampioenschap schaken 1985
Het Nederlands kampioenschap schaken 1985 vond plaats van 14 tot en met 27 juni 1985 in Hilversum. Paul van der Sterren werd voor de eerste keer in zijn schaakcarrière Nederlands kampioen.

## Algemeen

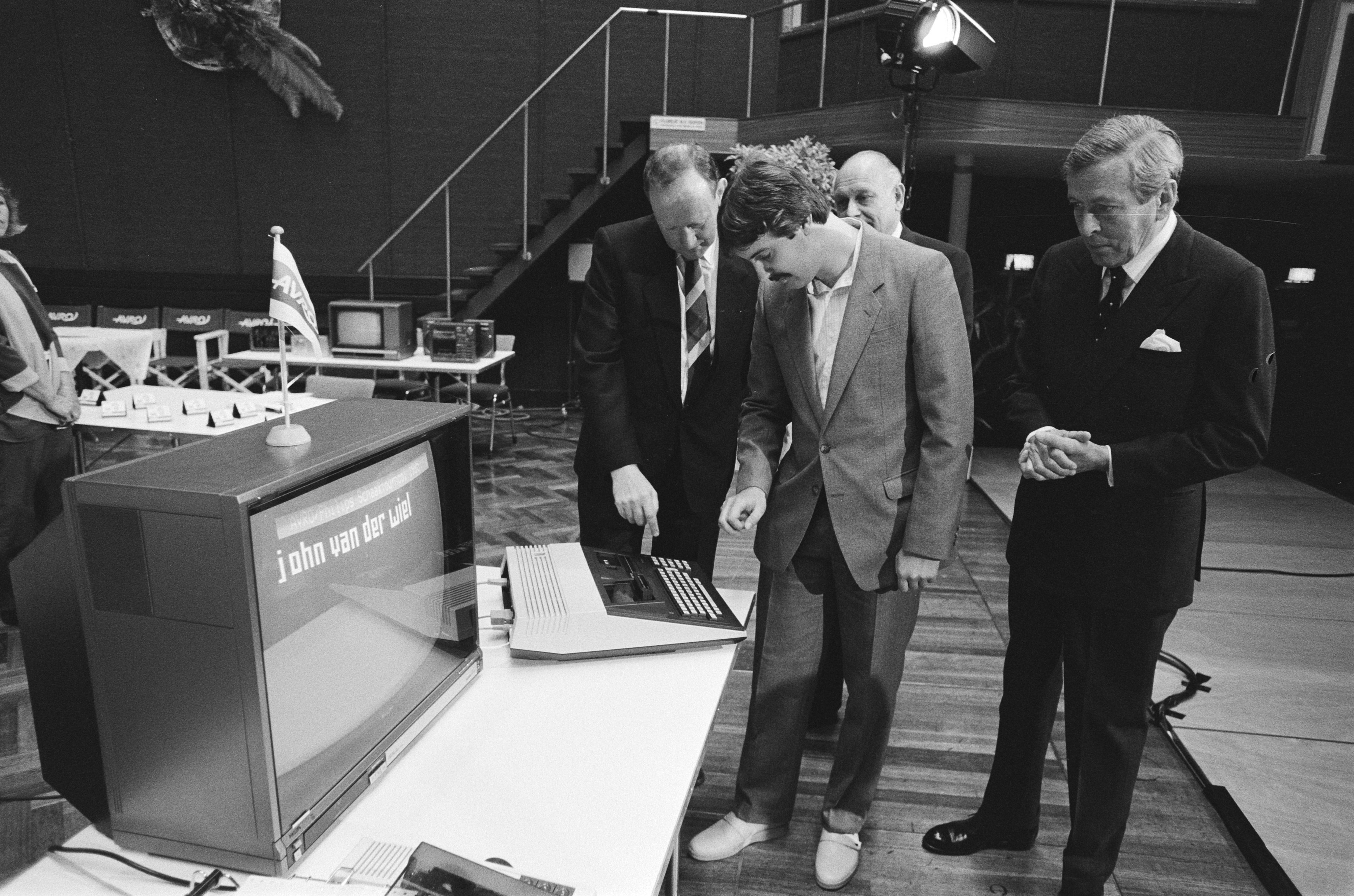
Prins Claus opent het NK Schaken 1985

De twee titelfavorieten, Jan Timman en Genna Sosonko, hadden zich afgemeld omdat zij zich gedurende de periode dat het kampioenschap werd gehouden, zich in Mexico bevonden. Timman speelde daar het Interzonetoernooi van Taxco, dat hij op fabuleuze manier wist te winnen met 12 punten uit 15 partijen. Hij kwalificeerde zich daarmee voor het kandidatentoernooi voor het Wereldkampioenschap schaken.
Door de afwezigheid van Timman en Sosonko werden grootmeesters John van der Wiel en Hans Ree van tevoren getipt als favoriet.
Net als in 1984 werd het toernooi gehouden in de AVRO-studio in Hilversum. Prins Claus verrichtte de openingsceremonie.
Het toernooi werd ontluisterd door een incident dat plaatsvond in de vierde ronde, in de partij tussen Kick Langeweg en Hans Böhm. Langeweg raakte gefrustreerd tijdens de partij en gooide een paar schaakstukken in de richting van Böhm, waarop de twee bijna op vuist gingen. De organisatie kon een vechtpartij ternauwernood voorkomen.
Internationaal Meester Paul van der Sterren eiste de titel na elf rondes op, toen hij niet meer was in te halen door de concurrentie. Naast de schaaktitel ontving Van der Sterren 5000 gulden voor zijn overwinning. Van der Wiel werd twee en Gert Ligterink derde.

## Uitslag en kruistabel[7]
| #  | Naam                 | score | 1  | 2  | 3  | 4  | 5  | 6  | 7  | 8  | 9  | 10 | 11 | 12 |
| -- | -------------------- | ----- | -- | -- | -- | -- | -- | -- | -- | -- | -- | -- | -- | -- |
| 1  | Paul van der Sterren | 8½    | -- | ½  | ½  | ½  | 1  | 1  | 1  | ½  | 1  | 1  | ½  | 1  |
| 2  | John van der Wiel    | 8     | ½  | -- | 1  | ½  | ½  | 0  | 1  | ½  | 1  | 1  | 1  | 1  |
| 3  | Gert Ligterink       | 7½    | ½  | 0  | -- | 1  | ½  | 1  | 0  | 1  | 1  | 1  | ½  | 1  |
| 4  | Paul Boersma         | 6½    | ½  | ½  | 0  | -- | ½  | 1  | ½  | ½  | 0  | 1  | 1  | 1  |
| 5  | Peter Gelpke         | 6     | 0  | ½  | ½  | ½  | -- | 0  | 1  | ½  | ½  | 1  | 1  | ½  |
| 6  | Hans Ree             | 5     | 0  | 1  | 0  | 0  | 1  | -- | ½  | ½  | ½  | ½  | ½  | ½  |
| 7  | Frans Cuijpers       | 4½    | 0  | 0  | 1  | ½  | 0  | ½  | -- | 1  | ½  | ½  | 0  | ½  |
| 8  | Kick Langeweg        | 4½    | ½  | ½  | 0  | ½  | ½  | ½  | 0  | -- | 0  | 0  | 1  | 1  |
| 9  | Hans Böhm            | 4½    | 0  | 0  | 0  | 1  | ½  | ½  | ½  | 1  | -- | 0  | ½  | ½  |
| 10 | Rudy Douven          | 4½    | 0  | 0  | 0  | 0  | 0  | ½  | ½  | 1  | 1  | -- | 1  | ½  |
| 11 | Gerard Welling       | 3½    | ½  | 0  | ½  | 0  | 0  | ½  | 1  | 0  | ½  | 0  | -- | ½  |
| 12 | Rob Hartoch          | 3     | 0  | 0  | 0  | 0  | ½  | ½  | ½  | 0  | ½  | ½  | ½  | -- |